# Quilopond
El quilopond (símbol kp), també anomenat freqüentement quilogram-força (símbol kgf), és una antiga unitat de força que es defineix com aquella força que imparteix una acceleració gravitatòria normal/estàndard (9,80665 m/s² o 32,184 peus/s²) a la massa d'un quilogram.
La unitat de força del Sistema Internacional d'unitats és el newton
- 1 kp = 9,81 kg·m·s-2 o, cosa que és el mateix,
- 1 kp = 9,81 N

Les Normes NBA EA-95 defineixen les característiques dels acers en kp/mm².